# Чемпионат Европы по футболу 2020 (отборочный турнир, группа H)
Жеребьёвка отборочного турнира чемпионата Европы 2020 прошла в Дублине 2 декабря 2018 года. В группу H попали сборные по футболу следующих стран: Франция, Исландия, Турция, Албания, Молдавия и Андорра. Матчи в группе H проходили с 21 марта 2019 по 19 ноября 2019 года.
Сборные, занявшие первые два места, выходили в финальную часть чемпионата.
Команды, которые не прошли квалификационный групповой этап, могли претендовать на финальный турнир через плей-офф лиги наций 2018/2019. Каждой лиге было выделено одно из четырёх оставшихся мест Евро-2020. Четыре команды из каждой лиги, которые ещё не получили квалификацию для финала чемпионата Европы, соревновались в матчах плей-офф своей лиги, которые были сыграны в марте 2020 года. Места для плей-офф сначала распределялись на каждого победителя группы, а если команда уже прошла квалификацию в финал чемпионата Европы, то её место доставалось следующей лучшей команде дивизиона. Если же и в этом случае четверку команд не удавалось укомплектовать, свободные места получат лучшие команды из лиги (лиг) ниже классом, из тех, что не прошли квалификацию чемпионата Европы и не попали в плей-офф собственной лиги.

## Турнирная таблица
| Поз | Команда  | И  | В | Н | П | МЗ | МП | РМ  | О  | Квалификация                        |     | Франция | Турция | Исландия | Албания | Андорра | Молдова |
| --- | -------- | -- | - | - | - | -- | -- | --- | -- | ----------------------------------- | --- | ------- | ------ | -------- | ------- | ------- | ------- |
| 1   | Франция  | 10 | 8 | 1 | 1 | 25 | 6  | +19 | 25 | Квалификация в финальный раунд      |     | —       | 1:1    | 4:0      | 4:1     | 3:0     | 2:1     |
| 2   | Турция   | 10 | 7 | 2 | 1 | 18 | 3  | +15 | 23 | Квалификация в финальный раунд      |     | 2:0     | —      | 0:0      | 1:0     | 1:0     | 4:0     |
| 3   | Исландия | 10 | 6 | 1 | 3 | 14 | 11 | +3  | 19 | Сборная участвует в стыковых матчах |     | 0:1     | 2:1    | —        | 1:0     | 2:0     | 3:0     |
| 4   | Албания  | 10 | 4 | 1 | 5 | 16 | 14 | +2  | 13 |                                     |     | 0:2     | 0:2    | 4:2      | —       | 2:2     | 2:0     |
| 5   | Андорра  | 10 | 1 | 1 | 8 | 3  | 20 | −17 | 4  |                                     | 0:4 | 0:2     | 0:2    | 0:2      | —       | 1:0     |         |
| 6   | Молдова  | 10 | 1 | 0 | 9 | 4  | 26 | −22 | 3  |                                     | 1:4 | 0:4     | 1:2    | 0:4      | 1:0     | —       |         |

## Результаты
Расписание матчей было опубликовано УЕФА после жеребьёвки 2 декабря 2018 года в Дублине. Время указано по CET/CEST, в соответствии с правилами УЕФА (местное время, если отличается, указано в скобках).
| Албания | 0:2     | Турция                      |
| ------- | ------- | --------------------------- |
|         | (отчёт) | 21′ Йылмаз · 55′ Чалханоглу |

| Андорра | 0:2     | Исландия                        |
| ------- | ------- | ------------------------------- |
|         | (отчёт) | 22′ Бьяднарсон · 80′ Кьртанссон |

| Молдова    | 1:4     | Франция                                          |
| ---------- | ------- | ------------------------------------------------ |
| Амброс 89′ | (отчёт) | 24′ Гризманн · 27′ Варан · 36′ Жиру · 87′ Мбаппе |

| Турция                                    | 4:0     | Молдова |
| ----------------------------------------- | ------- | ------- |
| Калдырым 24′ · Тосун 26′, 54′ · Айхан 70′ | (отчёт) |         |

| Андорра | 0:3     | Албания                               |
| ------- | ------- | ------------------------------------- |
|         | (отчёт) | 21′ Садику · 88′ Баляй · 90+6′ Абраши |

| Франция                                           | 4:0     | Исландия |
| ------------------------------------------------- | ------- | -------- |
| Умтити 12′ · Жиру 68′ · Мбаппе 78′ · Гризманн 84′ | (отчёт) |          |

| Исландия         | 1:0     | Албания |
| ---------------- | ------- | ------- |
| Гудммундссон 22′ | (отчёт) |         |

| Молдова  | 1:0     | Андорра |
| -------- | ------- | ------- |
| Армаш 8′ | (отчёт) |         |

| Турция                | 2:0     | Франция |
| --------------------- | ------- | ------- |
| Айхан 30′ · Ундер 40′ | (отчёт) |         |

| Албания                       | 2:0     | Молдова |
| ----------------------------- | ------- | ------- |
| Цикалеши 66′ · Рамадани 90+3′ | (отчёт) |         |

| Андорра | 0:4     | Франция                                              |
| ------- | ------- | ---------------------------------------------------- |
|         | (отчёт) | 11′ Мбаппе · 30′ Бен Йеддер · 45+1′ Товен · 60′ Зума |

| Исландия                           | 2:1     | Турция    |
| ---------------------------------- | ------- | --------- |
| Бьяднарсон 21′ · Р. Сигурдссон 32′ | (отчёт) | 40′ Токёз |

| Исландия                                         | 3:0     | Молдова |
| ------------------------------------------------ | ------- | ------- |
| Сигторссон 31′ · Бьяднарсон 55′ · Бёдварссон 77′ | (отчёт) |         |

| Франция                              | 4:1     | Албания             |
| ------------------------------------ | ------- | ------------------- |
| Коман 8′, 68′ · Жиру 27′ · Иконе 85′ | (отчёт) | 90′ (пен.) Цикалеши |

| Турция    | 1:0     | Андорра |
| --------- | ------- | ------- |
| Туфан 89′ | (отчёт) |         |

| Албания                                           | 4:2     | Исландия                           |
| ------------------------------------------------- | ------- | ---------------------------------- |
| Дермаку 32′ · Хюсай 52′ · Роши 79′ · Цикалеши 83′ | (отчёт) | 47′ Г. Сигурдссон · 58′ Сигторссон |

| Франция                                   | 3:0     | Андорра |
| ----------------------------------------- | ------- | ------- |
| Коман 18′ · Лангле 52′ · Бен Йеддер 90+1′ | (отчёт) |         |

| Молдова | 0:4     | Турция                                  |
| ------- | ------- | --------------------------------------- |
|         | (отчёт) | 37′, 79′ Тосун · 57′ Тюрюч · 88′ Языджи |

| Андорра   | 1:0     | Молдова |
| --------- | ------- | ------- |
| Валес 16′ | (отчёт) |         |

| Исландия | 0:1     | Франция         |
| -------- | ------- | --------------- |
|          | (отчёт) | 66′ (пен.) Жиру |

| Турция    | 1:0     | Албания |
| --------- | ------- | ------- |
| Тосун 90′ | (отчёт) |         |

| Франция  | 1:1     | Турция    |
| -------- | ------- | --------- |
| Жиру 76′ | (отчёт) | 82′ Айхан |

| Исландия                           | 2:0     | Андорра |
| ---------------------------------- | ------- | ------- |
| А. Сигурдссон 38′ · Сигторссон 65′ | (отчёт) |         |

| Молдова | 0:4     | Албания                                         |
| ------- | ------- | ----------------------------------------------- |
|         | (отчёт) | 22′ Цикалеши · 34′ Баре · 40′ Траши · 90′ Манай |

| Турция | 0:0     | Исландия |
| ------ | ------- | -------- |
|        | (отчёт) |          |

| Албания              | 2:2     | Андорра           |
| -------------------- | ------- | ----------------- |
| Баляй 6′ · Манай 55′ | (отчёт) | 18′, 48′ Мартинес |

| Франция                     | 2:1     | Молдова |
| --------------------------- | ------- | ------- |
| Варан 35′ · Жиру 79′ (пен.) | (отчёт) | 9′ Рацэ |

| Албания | 0:2     | Франция                   |
| ------- | ------- | ------------------------- |
|         | (отчёт) | 8′ Толиссо · 31′ Гризманн |

| Андорра | 0:2     | Турция               |
| ------- | ------- | -------------------- |
|         | (отчёт) | 17′, 21′ (пен.) Унал |

| Молдова       | 1:2     | Исландия                          |
| ------------- | ------- | --------------------------------- |
| Милинчану 56′ | (отчёт) | 17′ Бьяднасон · 65′ Г. Сигурдссон |

## Бомбардиры
6 мячей
| - Оливье Жиру |

5 мяча
| - Дженк Тосун |

4 мяча
| - Соколь Цикалеши - Биркир Бьяднасон |

3 мяча
| - Колбейнн Сигторссон | - Каан Айхан | - Килиан Мбаппе - Кингсли Коман - Антуан Гризманн |

2 мяча
| - Беким Баляй - Рей Манай - Кристиан Мартинес | - Гильфи Сигурдссон - Энес Унал | - Виссам Бен Йеддер - Рафаэль Варан |

1 мяч
| - Армандо Садику - Амир Абраши - Юльберт Рамадани - Кастриот Дермаку - Эльсеид Хюсай - Одисе Роши - Кеиди Баре - Лоренц Траши - Марк Валес - Видар Эрн Кьяртанссон - Йоханн Берг Гудмундссон | - Йоун Дади Бёдварссон - Рагнар Сигурдссон - Арнор Сигурдссон - Владимир Амброс - Игорь Армаш - Вадим Рацэ - Николай Милинчану - Бурак Йылмаз - Хакан Чалханоглу - Хасан Али Калдырым | - Дженгиз Ундер - Дорукхан Токёз - Озан Туфан - Дениз Тюрюч - Юсуф Языджи - Самюэль Умтити - Флорьян Товен - Курт Зума - Нанитамо Иконе - Клеман Лангле - Корентен Толиссо |

## Дисциплина
Игрок автоматически пропускает следующий матч в случаях:
- Получение красной карточки (увеличение срока дисквалификации, может быть произведено в случае серьезного правонарушения)
- Получение трех желтых карточек в трех разных матчах, а также после пятой и любых последующих желтых карточек (дисквалификация переносится в плей-офф, но не в финал или в любые другие будущие международные матчи)

Следующие дисквалификации были получены во время квалификационных матчей:

## Комментарии
1. ↑  CET (UTC+1) для матчей в марте и ноябре 2019, а CEST (UTC+2) для всех остальных матчей.